# ۳۶۵ روز
۳۶۵ روز (به لهستانی: 365 dni) فیلمی لهستانی در ژانر تریلر اروتیک به کارگردانی باربارا بیاوُوُنس و توماش ماندس است که در سال ۲۰۲۰ منتشر شد. این فیلم بر اساس رمانی به همین نام نوشتهٔ بلانکا لیپینسکا ساخته شده‌است. آنا-ماریا شکلوتسکا و میکله مورونه از جمله بازیگران این فیلم هستند.
۳۶۵ روز در ۷ فوریه ۲۰۲۰ در لهستان بر روی پرده رفت و سپس در نتفلیکس پخش شد و در سطح جهانی محبوبیت به‌دست‌آورد. این فیلم با نقدهای بسیار منفی منتقدان مواجه شد و به‌طور گسترده، یکی از بدترین فیلم‌های ساخته‌شده در تاریخ شناخته می‌شود. دنباله‌های این فیلم، ۳۶۵ روز: امروز و ۳۶۵ روز آینده در سال ۲۰۲۲ از طریق نتفلیکس منتشر شدند.

## داستان
ماسیمو توریچلی، پس از ملاقاتی بین خانواده مافیای سیسیلی توریچلی و دلالان بازار سیاه، زنی زیبا را در ساحل می‌ بیند و با پدرش، رئیس مافیا، صحبت می‌ کند. ناگهان دلال‌ها به ماسیمو و پدرش شلیک می‌ کنند. ماسیمو زنده می‌ماند در حالی که پدرش بر اثر جراحات وارده می‌میرد.
پنج سال بعد، ماسیمو رهبر خانواده جنایتکار توریچلی است. در ورشو، لورا بیل از رابطه خود با دوست پسرش، مارتین، ناراض ی است. لورا تولد ۲۹ سالگی خود را در ایتالیا با مارتین و بهترین دوستش اولگا جشن می‌گیرد، اما پس از اینکه مارتین بدون او از آتنا بازدید می‌ کند، به پیاده‌ روی رفته و با ماسیمو برخورد می‌کند که او را می‌ رباید.
ماسیمو در ویلای خود به لورا می‌گوید که او همان زن پنج سال پیش در ساحل است که وقتی او مجروح شد، تنها چیزی که به آن فکر می‌کرده، او بوده‌است. پس از سال‌ها جست‌وجو و در نهایت دیدنش، او را ربوده و قصد دارد او را به مدت ۳۶۵ روز به عنوان زندانی نگه دارد، به این امید که او عاشقش شود. ماسیمو همچنین به او قول می‌دهد که بدون رضایت او با او رابطه جنسی برقرار نمی‌کند در حالی‌که از نظر جسمی و جنسی به او پرخاشگری می‌کند.
وقتی آن‌ها با هم وقت می‌ گذرانند، لورا او را مسخره می‌ کند و سپس از داشتن رابطهٔ جنسی با او امتناع می‌کند. در هتلی در رم، ماسیمو دوباره شروع به اذیت کردن او می‌کند و لورا را به تخت می‌بندد. سپس ماسیمو، لورا را وادار می‌کند که او را تماشا کند در هنگامی که با زن دیگری رابطه جنسی دهانی دارد. سپس، او ادعا می‌کند که قصد دارد به او تجاوز کند، اما نظرش تغییر کرده و به او می‌گوید تا برای کلاب لباس بپوشد.
در کلاب، لورا ماسیمو را عصبانی می‌کند. او شروع به معاشقه با مردی از خانواده مافیایی رقیب می‌کند و مرد او را می‌زند. ماسیمو اسلحه‌اش را می‌کشد و لورا از کلاب خارج می‌شود. صبح روز بعد، او در یک قایق تفریحی بیدار می‌شود. ماسیمو می‌گوید که به دست مردی که با لورا دعوا کرده بود شلیک کرده و باعث جنگ بین دو خانواده شده‌است. لورا سعی می‌کند عذرخواهی کند، اما ماسیمو او را مقصر این حادثه می‌داند. آن‌ها بحث می‌کنند و لورا در آب می‌افتد. ماسیمو می‌پرد تا او را نجات دهد. وقتی او به هوش می‌آید، او اعتراف می‌کند که می‌ترسیده او زنده نماند و نمی‌خواهد او را از دست بدهد. سپس هردو رابطهٔ جنسی برقرار می‌کنند.
بعد از ظهر همان روز، ماسیمو و لورا در یک مراسم بالماسکه شرکت می‌کنند، جایی که زنی به نام آنا، لورا را تهدید می‌کند. ماسیمو فاش می‌کند که با آنا قرار می‌گذاشته و به او گفته که اگر لورا را پیدا نماید، او را ترک می‌کند و وقتی لورا را در فرودگاه شناخته، این کار را انجام می‌دهد. بعد از مراسم، ماسیمو و لورا دوباره رابطهٔ جنسی برقرار می‌کنند. لورا به ماسیمو می‌گوید که او برای دیدار با عزیزانش به ورشو می‌رود و قول می‌دهد که پس از پایان کار به او بپیوندد. سپس به ماسیمو می‌گوید که او را دوست دارد. در مسیر به سمت فرودگاه، دومنیکو، یکی از دوست‌های ماسیمو، سعی می‌کند به لورا که عصبی است اطمینان بدهد که آنا به او صدمه‌ای نمی‌رساند، اما با یک تماس تلفنی، به لورا می‌گوید که در ورشو منتظر بماند و با عجله فرار می‌کند.
در ورشو، لورا روزها بدون هیچ گونه تماسی منتظر ماسیمو است. او دوباره با اولگا ارتباط برقرار می‌کند و آن‌ها به باشگاه می‌روند. او به مارتین برمی‌خورد که می‌گوید برای عذرخواهی به دنبال او بوده‌است. او سعی می‌کند او را متقاعد کند که آشتی کند و او را به آپارتمانش بازمی‌گرداند، جایی که ماسیمو به‌طور غیرمنتظره‌ای منتظر آن‌هاست. مارتین می‌رود و لورا و ماسیمو رابطه جنسی برقرار می‌کنند.  وقتی لورا پیراهن او را باز می‌کند، زخم‌های حاصل از درگیری را می‌بیند. لورا به او اعتراف می‌کند که او را دوست دارد. صبح روز بعد، ماسیمو از لورا خواستگاری می‌کند و او می‌پذیرد. با این‌حال، از او می‌خواهد که شغلش را از پدر و مادرش مخفی نگه دارد.
در ایتالیا، ماریو، ماسیمو را از افزایش تنش‌ها آگاه می‌کند. لورا احساس ناخوشی می‌کند، اما از مراجعه به پزشک خودداری می‌کند. او در مورد عروسی آینده خود صحبت می‌کنند که خانواده او اجازه شرکت در آن را ندارند، زیرا او نمی‌خواهد آن‌ها بفهمند که شغل ماسیمو چیست. با این حال، ماسیمو به اولگا اجازه می‌دهد تا به عنوان ساقدوش لورا به عروسی بیاید. وقتی اولگا به ملاقات لورا می‌آید، لورا به او می‌گوید که باردار است. اولگا از او می‌خواهد که دربارهٔ بارداری به ماسیمو بگوید. لورا با ماسیمو تماس می‌گیرد و می‌پرسد که آیا آن‌ها می‌توانند بعد از شام صحبت کنند. در همین حین، ماریو، یک تماس تلفنی از یک خبرچین توریچلی دریافت می‌کند که خانواده مافیایی رقیب در شرف کشتن لورا هستند. ماشین لورا وارد یک تونل می‌شود اما از آن طرف تونل بیرون نمی‌آید. درست زمانی که تماس لورا قطع می‌شود، ماریو با عجله به دنبال ماسیمو می‌گردد. ماسیمو با متوجه شدن اتفاقات، دچار فروپاشی روحی می‌شود. یک ماشین پلیس ورودی تونل را مسدود کرده‌است.

## بازیگران
- آنا-ماریا شکلوتسکا در نقش لورا بیل
- میکله مورونه در نقش دون ماسیمو توریچلی
- اوتار سارالیدزه در نقش دومنیکو
- ماگدالنا لامپارسکا در نقش اولگا
- ناتاشا اورباینسکا در نقش آنا
- گراژینا شاپوووفسکا در نقش مادر لورا
- جانی پاریزی در نقش پدر ماسیمو
- ماتئوش واسوفسکی در نقش مارتین
- آگنیشکا وارخولسکا
- بلانکا لیپینسکا در نقش عروس[۸]
- ناتالیا یانوشک
- میخاو میکووایچاک
- توماش اشتوکینگر

## تولید
بیشتر صحنه‌های فیلم در لهستان (ورشو، کراکوف، و نیپلومیتز) و در ایتالیا (سانرمو) تصویربرداری شده‌اند.

## بازخورد
این فیلم در کشورهای آلمان، فرانسه، لیتوانی، سوئیس، هلند، بلژیک، ترکیه، پاکستان، سوئد، اتریش، جمهوری چک، یونان، رومانی، آفریقای جنوبی، پرتغال، هند، امارات متحده عربی، انگلیس، موریس، کانادا، اسرائیل و ایالات متحده جز بیشترین بازدیدشده‌ها در نتفلیکس بود.
این فیلم و پنجاه طیف به موازات هم قرار گرفته‌اند. با این حال، ۳۶۵ روز برای عاشقانه جلوه دادن آدم‌ربایی مورد انتقاد قرار گرفت. ۳۶۵ روز در وبگاه راتن تومیتوز بر اساس ۱۶ نقد امتیاز ۰٪ با میانگین نمرهٔ ۱٫۹/۱۰ را کسب کرد. وبگاه ورایتی این فیلم را «سراپا افتضاح» دانست. منتقد مجله کاسموپولیتن این فیلم را «بدترین چیزی که تاکنون دیده‌ام» نامید و بر گفتگوهای ملالت‌انگیز، ایجاد شخصیت‌های ضعیف و صحنه‌های جنسی غیرجذاب آن تأکید داشت.

## دنباله‌ها
۳۶۵ روز به عنوان یک سه‌گانه در نظر گرفته‌شد. قسمت دوم این فیلم، ۳۶۵ روز: امروز، در ۲۷ آوریل ۲۰۲۲، از نتفلیکس منتشر شد. قسمت سوم، ۳۶۵ روز آینده، در ۱۹ اوت ۲۰۲۲، از نتفلیکس پخش شد. ساخت قسمت چهارم این مجموعه‌فیلم، هنوز به‌طور رسمی، اعلام نشده‌است.